# Delta Sagittarii
Delta Sagittarii (Kaus Media, δ Sgr) – gwiazda poczwórna, czwarta pod względem jasności gwiazda w gwiazdozbiorze Strzelca. Kaus Media znajduje się około 348 lat świetlnych od Słońca.

## Nazwa
Tradycyjna nazwa Kaus Media pochodzi z arabskiego ‏قوس‎ qaws, „łuk” oraz łac. media, „środek” i oznacza „środek łuku”. Innym wariantem nazwy jest Kaus Meridionalis. Międzynarodowa Unia Astronomiczna w 2016 roku formalnie zatwierdziła użycie nazwy Kaus Media dla określenia tej gwiazdy.

## Charakterystyka
Główny składnik układu (A) jest olbrzymem i wypromieniowuje 1788 razy więcej światła niż Słońce. Jego promień jest 62 razy większy od słonecznego, podczas gdy masa wynosi zaledwie 5 mas Słońca. Jasność absolutna Kaus Media wynosi +2,72 i należy do typu widmowego K3. Ma on trzech słabych towarzyszy:
- Delta Sagittarii B – gwiazda o jasności obserwowanej 14, oddalona o 26 sekund kątowych,
- Delta Sagittarii C – gwiazda o jasności obserwowanej 15, oddalona o 40 sekund kątowych, oraz
- Delta Sagittarii D – gwiazda o jasności obserwowanej 13, oddalona o 58 sekund kątowych od głównej gwiazdy.

Nie ma pewności czy gwiazdy te tworzą system wielokrotny, czy jedynie optycznie znajdują się blisko.